# بلير مورغان
بلير مورغان هو متسابق دراجات نارية كندي، ولد في 9 أكتوبر 1975 في برينس ألبرت في كندا.